# 歓因知利
歓因知利（かんいんちり、生没年不詳）は、『日本書紀』に登場する雄略天皇の側近。西漢才伎歓因知利とも。

## 概要
『日本書紀』雄略七年是歳条によると、歓因知利が「私よりも巧みな技をもった職人（才伎）が、韓国（からのくに）にいます」というので、雄略天皇は歓因知利の建言を受けいれて、百済から職人を献上させた。結果、陶部高貴、鞍部堅貴、画部因斯羅我、錦部定安那錦らの四衆の工匠・画工群、及び訳語の卯安那らが百済より来日したという。
坂元義種は、「『西漢』は、『河内漢』などとも記し、『東漢』（倭漢）に対する語で、河内地方居住の中国系渡来人。この一族の代表の姓は、はじめは直、のち連、やがては忌寸を与えられた。『才伎』（古訓：テヒト）は『手末才伎』（古訓：タナスエノテヒト）とも称された技術者を指す。歓因知利（古訓：クワンインチリ）は人名であるが、他に所伝がなく不明」とする。